# Roche (Cornwall)
Koordinaten: 50° 24′ N, 4° 50′ W

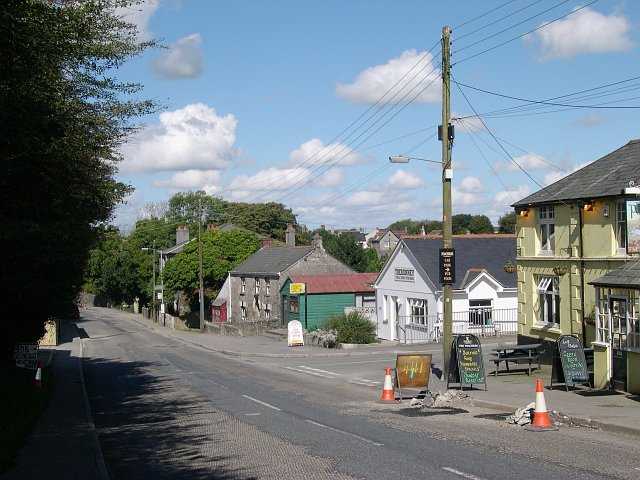
Roche

Roche (/ɹəʊtʃ/, kornisch: Tregarrek) ist ein Civil parish und Dorf in Mittel-Cornwall, England.

## Roche Rock
Der Name des Dorfes stammt vom normannischen Wort roche für Felsen und verweist auf den am nördlichen Dorfrand gelegenen 20 Meter hohen Roche Rock, einem großen Granitausbiss. Auf der Spitze des Roche Rock befindet sich die Ruine einer dem heiligen Michael geweihten Kapelle. Er wird mit der Legende von Tristan und Isolde verbunden.

## Pfarrkirche
Die Pfarrkirche von Roche ist dem heiligen Gonandus geweiht. Der Turm stammt aus dem Mittelalter, der Rest der Kirche wurde 1822 neu gebaut. Sehenswert sind der normannische Taufstein und das Friedhofskreuz.
Roche ist über den gleichnamigen Haltepunkt an der Atlantic Coast Line von Par nach Newquay zu erreichen.